# 奧利戈皮利 (葉拉涅齊區)
奧利戈皮利（烏克蘭語：Ольгопіль）是位於烏克蘭南部尼古拉耶夫州裏沃茲涅先斯克區的村莊，始建於1772年，面積1.36平方公里，海拔高度72米，2001年人口656，人口密度每平方公里482.4人。
47°43′43″N 32°8′19″E / 47.72861°N 32.13861°E